# Karl Persson (politiker)
Karl Persson, född 14 oktober 1894 i Kvidinge församling, Kristianstads län, död 2 juli 1982 i Vinslövs församling, var en svensk småbrukare och politiker i Bondeförbundet.
Karl Persson var ledamot av riksdagens första kammare från 1946 i valkretsen Blekinge och Kristianstads län.